# Floyd Allport
Floyd Henry Allport (Milwaukee, Wisconsin, USA, 22 de agosto de 1890 - Los Altos, California, USA, 15 de octubre de 1978) es considerado el fundador de la psicología social como disciplina científica; su obra Social psychology se publicó el año 1924 y se la considera "una de las que inician esta rama de la psicología" (Merani, 1979, p. 199). Fue profesor de psicología social y psicología política en la Maxwell School of Citizenship and Public Affairs de la Universidad de Siracusa (Siracusa, Nueva York, NY, USA) desde 1924 hasta 1956; también fue profesor visitante en la Universidad de California.
Floyd Henry Allport fue hermano de otro psicólogo famoso, Gordon Willard Allport.

## Principales obras
- Psicología social (Social Psychology), ISBN 0-384-00890-9
- Comportamiento institucional: Ensayos para una reinterpretación de las organizaciones sociales contemporáneas (Institutional Behavior: Essays toward a Re-interpreting of Contemporary Social Organization), ISBN 0-8371-2145-0
- Teorías sobre la percepción y el concepto de estructura: revisión y análisis crítico con una introducción a su dinámica (Theories of Perception and the Concept of Structure: A Review and Critical Analysis with an Introduction to a Dynamic), ISBN 0-7581-0489-8